# Grundträsket (sjö i Finland)
Grundträsket är en sjö i Sibbo kommun i Finland.   Den ligger i landskapet Nyland, i den södra delen av landet, 27 km nordost om huvudstaden Helsingfors. Grundträsket ligger 31 meter över havet. I omgivningarna runt Grundträsket växer i huvudsak barrskog. Arean är 15,6 hektar och strandlinjen är 1,58 kilometer lång. Sjön  ingår i Finska vikens kustområde. 